# Los capítulos perdidos
Pour plus de détails, voir Fiche technique et Distribution.
Los capítulos perdidos est un film vénézuélien écrit et réalisé par Lorena Alvarado, sorti en 2024.

## Synopsis
Après plusieurs années à l’étranger, Ena retourne au Venezuela avec une identité fragmentée. À son retour, elle découvre que sa grand-mère perd peu à peu contact avec la réalité. Pendant ce temps, son père consacre ses journées à rechercher des livres rares dans l’espoir de préserver le patrimoine littéraire de son pays. Lorsqu’Ena trouve une mystérieuse carte postale à l’intérieur d’un livre, elle se lance dans une quête à travers Caracas pour découvrir un écrivain oublié, Rafael Bolívar Coronado. Peu à peu, sa recherche s’entrelace avec la perte de mémoire de sa grand-mère et les rêves quichottesques de son père, alors qu’ils luttent tous à leur manière pour s’accrocher au passé,.

## Fiche technique
- Titre original : Los capítulos perdidos
- Réalisation : Lorena Alvarado
- Scénario : Lorena Alvarado
- Production : José Ostos, Lorena Alvarado, Tyler Taormina et Emiliana Ammirata
- Photographie : José Ostos, Lorena Alvarado
- Montage : Lorena Alvarado
- Pays d'origine : Venezuela
- Langue : espagnol
- Genre : Drame
- Durée : 67 minutes
- Dates de sortie :
  - France : 26 juin 2024
  - Allemagne : 2 juillet 2024
  - Suisse : 12 août 2024
  - Suède : 25 janvier 2025

## Distribution
- Ena Alvarado
- Ignacio Alvarado
- Adela Rodríguez

## Accueil critique
Los capítulos perdidos a été acclamé par la critique après sa première au FIDMarseille et ses projections ultérieures aux festivales de Locarno, Gijón et Monterrey. Les critiques ont salué l’approche délicate de Lorena Alvarado sur les thèmes de la mémoire et de la préservation culturelle, ainsi que la poésie de sa photographie et sa narration non linéaire.
Mónica Delgado, pour Desistfilm, a qualifié Los capítulos perdidos d’« œuvre profondément personnelle mais d’une résonance universelle », soulignant sa capacité à mêler des récits familiaux intimes à des préoccupations historiques et culturelles plus larges. La critique a mis en avant la manière dont la mise en scène d’Alvarado capture la nature éphémère de la mémoire, notamment à travers l’interaction entre les souvenirs déclinants de la grand-mère d’Ena et l’obsession de son père pour la préservation des reliques littéraires du Venezuela.
Selon Pablo Gamba, Lost Chapters réussit à équilibrer les éléments documentaires et fictionnels, créant une « structure circulaire » qui reflète l’acte de se souvenir et d’oublier. La critique a noté que l’impact émotionnel du film réside dans sa capacité à amener le public à réfléchir à la fragilité de l’histoire et à l’importance de la narration comme forme de résistance.

## Distinctions
- Meilleur long métrage latino-américain 2024. Festival international de cinéma de Monterrey[5]